# La última misión
La última misión es el décimo y último álbum de estudio del dúo puertorriqueño de reguetón Wisin & Yandel. Fue publicado el 30 de septiembre de 2022. El primer sencillo inédito de este álbum, «Recordar», fue lanzado en diciembre de 2021. También incluyó canciones lanzadas en años previos, como «Chica bombastic» y «Ganas de ti».

## Recepción
En 2022, el álbum debutó número 14 en Top Latin Albums en Billboard vendiendo 5,000 unidades.

## Lista de canciones
| N.º | Título                                       | Productor                                                | Duración |  |
| 1.  | «Intro»                                      | Nesty                                                    | 3:40     |  |
| 2.  | «Todos quieren bailar contigo»               | Nesty                                                    | 3:36     |  |
| 3.  | «Vapor» (junto a Rauw Alejandro)             | Tainy                                                    | 3:28     |  |
| 4.  | «Se vuelve loca»                             | Tainy · Jota Rosa                                        | 2:56     |  |
| 5.  | «Party y alcohol» (junto a Chencho Corleone) | Soür · Izzy Guerra · Luis Acosta                         | 3:13     |  |
| 6.  | «Caliente»                                   | Earcandy · Luis A. Salazar                               | 4:34     |  |
| 7.  | «Culpables los dos» (junto a Ozuna)          | Yoswill Escalante · Ricardo Pontillo · Hyde              | 3:24     |  |
| 8.  | «Delitos»                                    | Los Legendarios                                          | 4:13     |  |
| 9.  | «Besos moja2» (junto a Rosalía)              | Los Legendarios · Luny Tunes · Noah Goldstein            | 3:49     |  |
| 10. | «La realidad» (junto a J Balvin)             | Taiko                                                    | 3:35     |  |
| 11. | «Un ladrón» (junto a Prince Royce)           | Soür · Izzy Guerra · Rick Zile (DMT)                     | 4:14     |  |
| 12. | «Te fuiste» (junto a Jay Wheeler)            | Los Legendarios                                          | 3:46     |  |
| 14. | «No sales de mi cabeza» (con Sean Paul)      | Tainy                                                    | 3:36     |  |
| 15. | «Borracho y loco»                            | Los Legendarios                                          | 4:06     |  |
| 16. | «Desierto»                                   | Shine · Jota Rosa                                        | 2:50     |  |
| 17. | «No se olvida»                               | Nesty                                                    | 4:10     |  |
| 18. | «Chica bombastic»                            | Nesty                                                    | 3:13     |  |
| 19. | «Recordar»                                   | Earcandy · Izzy Guerra · David Guetta · Giorgio Tuinfort | 3:52     |  |
| 20. | «Llueve» (junto a Jhayco y Sech)             | Soür · The Ironix                                        | 4:10     |  |
| 21. | «Ganas de ti» (junto a Sech)                 | DJ Urba & Rome                                           | 3:46     |  |
| 22. | «Buscándote»                                 | Soür · Izzy Guerra                                       | 3:46     |  |

| Bonus track |                                  |                                    |          |  |
| N.º         | Título                           | Productor(es)                      | Duración |  |
| 13.         | «Miami» (junto a Jennifer Lopez) | Los Legendarios · Cali & el Dandee | 2:54     |  |

## Posicionamiento en listas
| Listas (2022)                        | Mejor posición |
| ------------------------------------ | -------------- |
| España (Álbum Top 100)               | 19             |
| Estados Unidos (Latin Rhythm Albums) | 9              |
| Estados Unidos (Top Latin Albums)    | 14             |

| Listas (2022)                     | Posición |
| --------------------------------- | -------- |
| Estados Unidos (Top Latin Albums) | 75       |

## Certificaciones
| País (Certificador) | Certificación | Ventas certificadas |
| --- | ------------- | ------------------- |
| Estados Unidos (RIAA) | Oro (Latin)   | 30 000*             |
| ^cifras de envíos basadas únicamente en la certificación xcifras no especificadas basadas únicamente en la certificación |               |                     |